# Arondismentul Argenteuil
Arondismentul Argenteuil (în franceză Arrondissement d'Argenteuil) este un arondisment din departamentul Val-d'Oise, regiunea Île-de-France, Franța.

## Subdiviziuni

### Cantoane
- Cantonul Argenteuil-Est
- Cantonul Argenteuil-Nord
- Cantonul Argenteuil-Ouest
- Cantonul Bezons
- Cantonul Cormeilles-en-Parisis
- Cantonul Herblay
- Cantonul Sannois

### Comune
| 1. Argenteuil (95018) | 2. Bezons (95063)                  | 3. Cormeilles-en-Parisis (95176) | 4. La Frette-sur-Seine (95257) |
| 5. Herblay (95306)    | 6. Montigny-lès-Cormeilles (95424) | 7. Sannois (95582)               |                                |

1. ↑  Q125358305[*] Verificați valoarea |titlelink= (ajutor)